# أحمد المطر
أحمد المطر (مواليد 19 يوليو 1988) هو لاعب كرة قدم سعودي لعب سابقاً في نادي الطائي .

## روابط خارجية
- أحمد المطر على موقع Soccerway.com (الإنجليزية)